# Khimti
Khimti (nep. खिम्ती) – gaun wikas samiti w środkowej części Nepalu w strefie Dźanakpur w dystrykcie Ramechhap. Według nepalskiego spisu powszechnego z 2001 roku liczył on 910 gospodarstw domowych i 4422 mieszkańców (2390 kobiet i 2032 mężczyzn).